# Mihail Gr. Romașcanu
Mihail Gr. Romașcanu a fost un economist și scriitor român, funcționar superior al Băncii Naționale a României. Este cunoscut mai ales pentru lucrările sale documentare legate de Tezaurul român evacuat la Moscova în timpul Primului Război Mondial.

## Scrieri
- Creditul și necesitatea reglementării depunerilor spre fructificare în România, București 1930
- Privind bugetul țărei, București 1931
- Situația industriei mari înaintea stabilizărei monetare, București 1931
- Banca Națională și creditul agricol,  București 1931
- Considerațiuni generale asupra originei monetei. Contribuțiuni la cunoașterea circulației monetare în Dacia. Tezaurul dela Colentina,  București 1932
- Monetele Regelui Carol I, București 1932
- Tezaurul neolitic dela Bratovoești-Dolj, București 1932
- Contribuțiuni la istoria monetară a Principatelor, București 1932
- Însemnări, București 1932
- Banca Națională a Moldovei, București 1932
- Calendarul plugarului, București 1933
- Zărăfia Michel Daniel, București 1933
- Tezaurul Român dela Moscova, Editura Cartea Românească, București 1934. Lucrare apărută sub auspiciile Institutului Economic Românesc (Cercetări și material documentar privitor la istoria economică a României, partea a III-a).
- Eugeniu Carada (1836 – 1910), Editura Cartea Românească, București 1937